# Pterolophia brunnea
Pterolophia brunnea là một loài bọ cánh cứng trong họ Cerambycidae.